# Authiou
Authiou est une commune française située dans le département de la Nièvre, en région Bourgogne-Franche-Comté.

## Géographie
Authiou est un village français, situé dans le département de la Nièvre et la région de Bourgogne-Franche-Comté. Ses habitants sont appelés les Authiounois et les Authiounoises.
Authiou se situe à la limite orientale du plateau nivernais occupant le Nord-Ouest du département. A Authiou, l’altitude de ce plateau est de 320 mètres. Derrière le chevet de l’église, le plateau tombe à 220 mètres sur une dépression étroite : les vaux de Montenoison, limités par une ligne de hauteurs suivies de Brinon-sur-Beuvron à Clamecy. Par sa situation, le village dispose de très belles vues dégagées sur la vallée et les monts du Morvan.
La superficie de la commune d’Authiou est de 731 hectares.
Au bourg s’ajoutent en sus deux hameaux : les Brosses au nord-est et Soffin au sud.

### Climat
Pour des articles plus généraux, voir Climat de la Bourgogne-Franche-Comté et Climat de la Nièvre.
En 2010, le climat de la commune est de type climat océanique dégradé des plaines du Centre et du Nord, selon une étude du Centre national de la recherche scientifique s'appuyant sur une série de données couvrant la période 1971-2000. En 2020, Météo-France publie une typologie des climats de la France métropolitaine dans laquelle la commune est exposée à un climat océanique altéré et est dans la région climatique Centre et contreforts nord du Massif Central, caractérisée par un air sec en été et un bon ensoleillement.
Pour la période 1971-2000, la température annuelle moyenne est de 11 °C, avec une amplitude thermique annuelle de 16,2 °C. Le cumul annuel moyen de précipitations est de 901 mm, avec 13,3 jours de précipitations en janvier et 8,1 jours en juillet. Pour la période 1991-2020, la température moyenne annuelle observée sur la station météorologique de Météo-France la plus proche, « Premery », sur la commune de Prémery à 12 km à vol d'oiseau, est de 11,1 °C et le cumul annuel moyen de précipitations est de 911,1 mm. 
La température maximale relevée sur cette station est de 40,5 °C, atteinte le 11 août 2003 ; la température minimale est de −15,1 °C, atteinte le 26 janvier 2007,,.
Les paramètres climatiques de la commune ont été estimés pour le milieu du siècle (2041-2070) selon différents scénarios d'émission de gaz à effet de serre à partir des nouvelles projections climatiques de référence DRIAS-2020. Ils sont consultables sur un site dédié publié par Météo-France en novembre 2022.

## Urbanisme

### Typologie
Au 1er janvier 2024, Authiou est catégorisée commune rurale à habitat très dispersé, selon la nouvelle grille communale de densité à sept niveaux définie par l'Insee en 2022.
Elle est située hors unité urbaine et hors attraction des villes,.

### Occupation des sols
L'occupation des sols de la commune, telle qu'elle ressort de la base de données européenne d’occupation biophysique des sols Corine Land Cover (CLC), est marquée par l'importance des territoires agricoles (99,7 % en 2018), une proportion identique à celle de 1990 (99,7 %). La répartition détaillée en 2018 est la suivante : 
terres arables (72 %), prairies (27,6 %), forêts (0,3 %). L'évolution de l’occupation des sols de la commune et de ses infrastructures peut être observée sur les différentes représentations cartographiques du territoire : la carte de Cassini (XVIIIe siècle), la carte d'état-major (1820-1866) et les cartes ou photos aériennes de l'IGN pour la période actuelle (1950 à aujourd'hui).

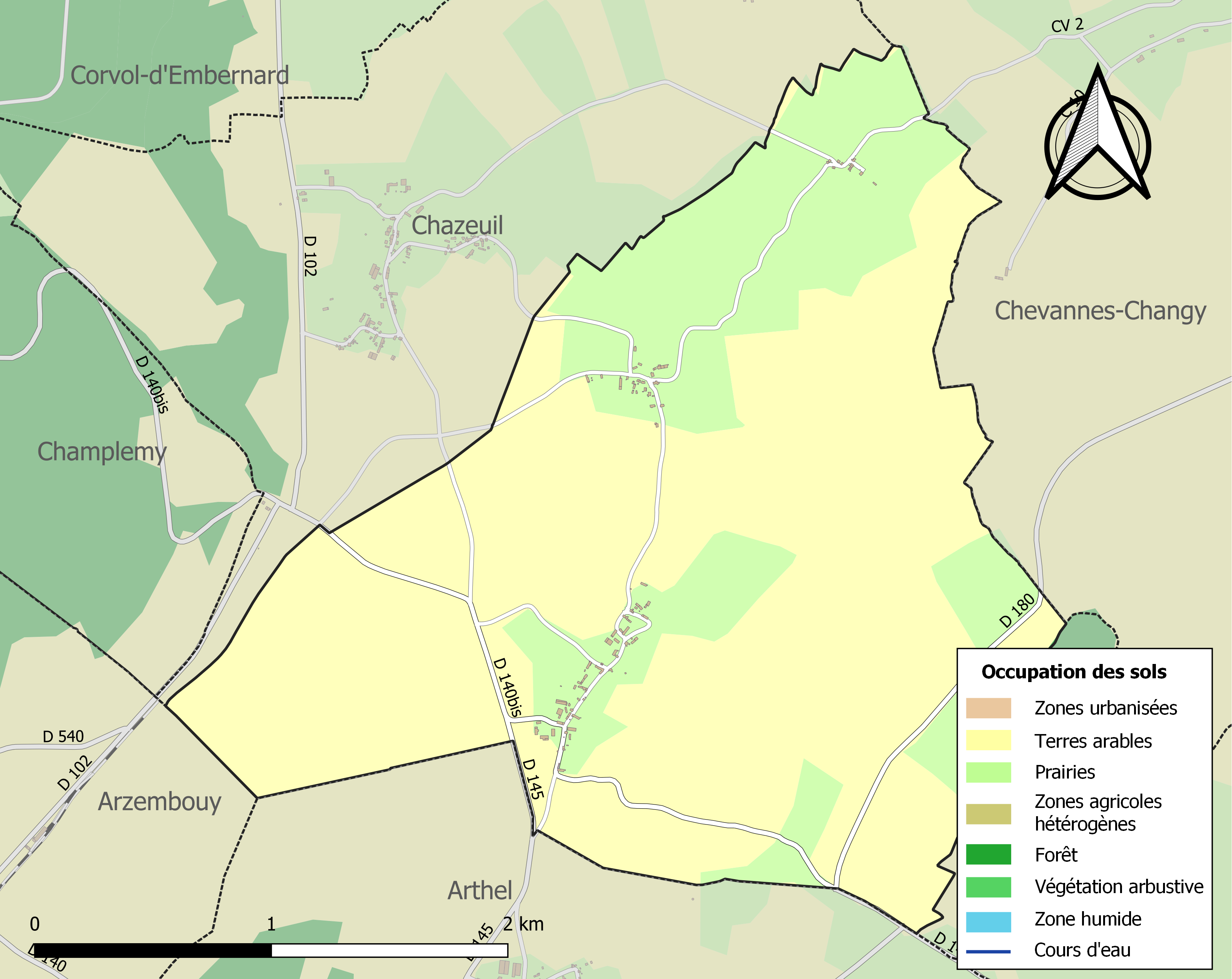
Carte des infrastructures et de l'occupation des sols de la commune en 2018 (CLC).

## Toponymie
Le nom du village vient du latin « Altus Oculus », haute clairière ou clairière de la hauteur.[réf. nécessaire]

## Histoire
Les origines de la paroisse d’Authiou remonteraient au IXe siècle, sous Charlemagne, les moines y établissant un monastère sur le parcours des fondations de Cîteaux et de Cluny. Située sur le chemin des pèlerins de Saint-Jacques-de-Compostelle venant de Vézelay, on y établit les bases de l’église paroissiale Saint-Sulpice en limite du plateau, face aux vaux de Montenoison. L’église Saint-Sulpice, l’une des plus anciennes de la région, est une église d’origine romane avec pour témoin son chevet datant du milieu du XIIe siècle.
Le chœur et l’abside sont les seuls restes de l’église initiale. Le chœur est séparé de la nef par un arc dit triomphal, reposant sur deux colonnes à chapiteaux de feuilles lourdes. Il se compose de deux travées voutées en berceau brisé et d’une voute en cul-de-four. Au niveau du sol, un stylobate (muret) en fait le tour. Cette partie de l’église est actuellement échafaudée, en attente d’une prochaine restauration.
Le chevet de 1130, la chapelle de la Vierge du XVe siècle, le clocher du XVIe siècle et les fonts baptismaux du XIIIe siècle sont inscrits.
Après un pic de 350 habitants vers 1850, le village a vu depuis sa population baisser constamment, à l’image de nombreux village français. Doté à l’époque d’une population essentiellement agricole, avec une école, un curé, des commerces et des artisans, Authiou ne compte plus que deux fermes de très grande taille en activité. La population se compose actuellement d’une majorité de personnes non originaire du village, transformant des résidences secondaires en lieu de retraite. Cet apport extérieur permet ainsi à la population d’Authiou de progresser de nouveau et les enfants de moins de 15 ans représentent 15 % du village, chiffre assez exceptionnel.

## Politique et administration
| Période   | Période    | Identité               | Étiquette | Qualité |
| --------- | ---------- | ---------------------- | --------- | ------- |
| mars 2001 | mars 2008  | Christiane Joseph      |           |         |
| mars 2008 | avril 2012 | Marie-Pascale Mainardi |           |         |
| juin 2012 | En cours   | Pierre de Becque       |           |         |

## Démographie
L'évolution du nombre d'habitants est connue à travers les recensements de la population effectués dans la commune depuis 1793. Pour les communes de moins de 10 000 habitants, une enquête de recensement portant sur toute la population est réalisée tous les cinq ans, les populations de référence des années intermédiaires étant quant à elles estimées par interpolation ou extrapolation. Pour la commune, le premier recensement exhaustif entrant dans le cadre du nouveau dispositif a été réalisé en 2006.

En 2022, la commune comptait 40 habitants, en évolution de −6,98 % par rapport à 2016 (Nièvre : −3,28 %, France hors Mayotte : +2,11 %).
| 1793 | 1800 | 1806 | 1821 | 1831 | 1836 | 1841 | 1846 | 1851 |
| ---- | ---- | ---- | ---- | ---- | ---- | ---- | ---- | ---- |
| 280  | 269  | 271  | 306  | 303  | 282  | 337  | 352  | 327  |

| 1856 | 1861 | 1866 | 1872 | 1876 | 1881 | 1886 | 1891 | 1896 |
| ---- | ---- | ---- | ---- | ---- | ---- | ---- | ---- | ---- |
| 268  | 247  | 251  | 254  | 248  | 252  | 233  | 212  | 193  |

| 1901 | 1906 | 1911 | 1921 | 1926 | 1931 | 1936 | 1946 | 1954 |
| ---- | ---- | ---- | ---- | ---- | ---- | ---- | ---- | ---- |
| 194  | 164  | 149  | 132  | 118  | 102  | 95   | 90   | 83   |

| 1962 | 1968 | 1975 | 1982 | 1990 | 1999 | 2006 | 2011 | 2016 |
| ---- | ---- | ---- | ---- | ---- | ---- | ---- | ---- | ---- |
| 71   | 74   | 43   | 40   | 33   | 34   | 33   | 38   | 43   |

| 2021 | 2022 | - | - | - | - | - | - | - |
| ---- | ---- | - | - | - | - | - | - | - |
| 42   | 40   | - | - | - | - | - | - | - |

## Culture locale et patrimoine

### Lieux et monuments
- Église Saint-Sulpice d'Authiou, édifice du XIIe siècle, dont subsiste le beau chœur en berceau, légèrement brisé. Chapiteaux sculptés, ouvert le premier samedi et le troisième dimanche de juin à septembre de 13 h à 18 h[17].
- Festival Chemin des Arts[réf. nécessaire].

### Personnalités liées à la commune
- Hendrickje Spoor (1963), écrivain Néerlandais et apicultrice.
- François Ben Simon (1949), peintre